# Arquipélago

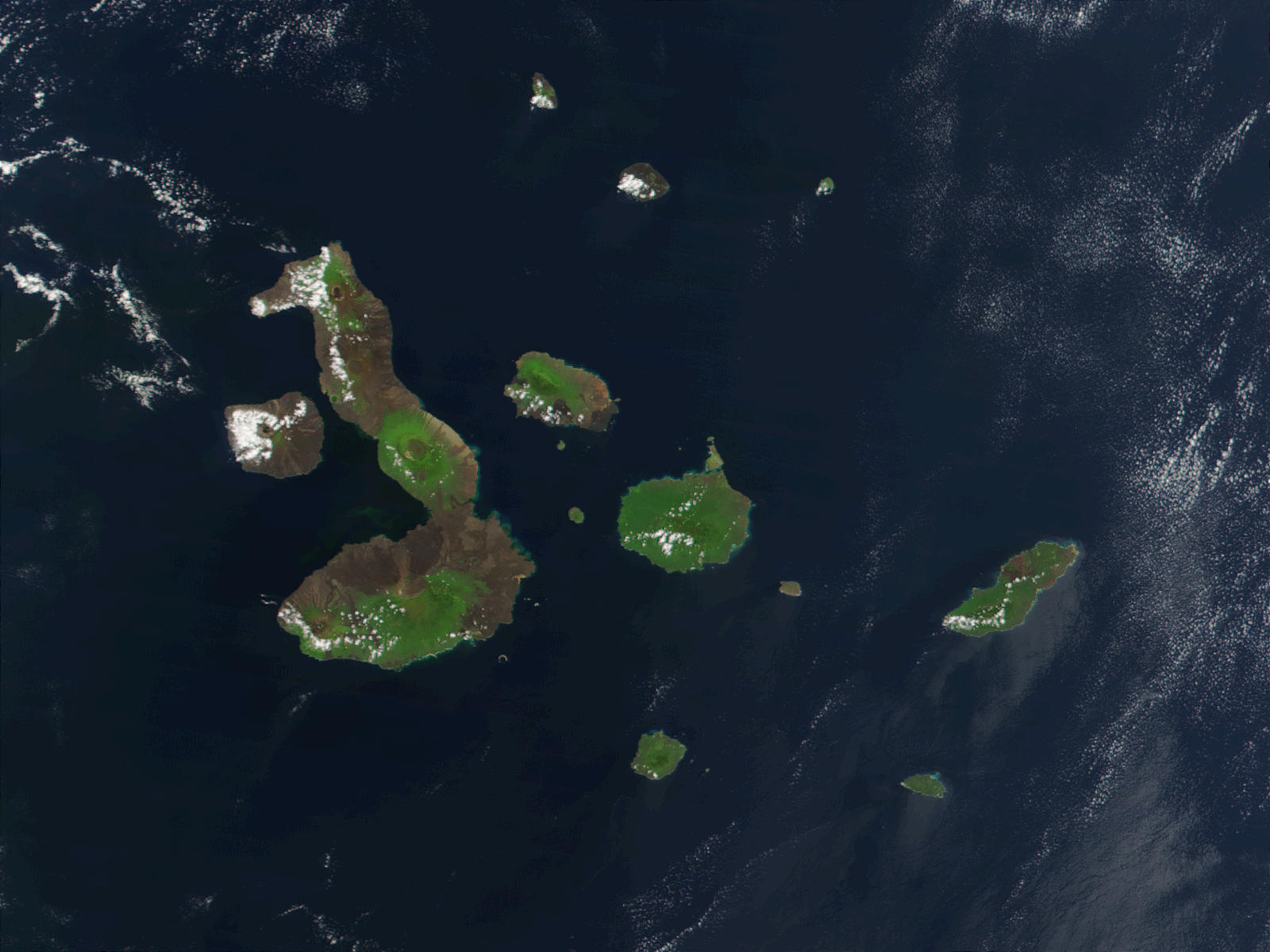
O arquipélago de Galápagos em foto obtida pelo satélite Terra

Um arquipélago é um conjunto de ilhas ou ilhéus próximos uns dos outros.
Exemplos de arquipélagos incluem: o Arquipélago filipino, o Arquipélago do Havaí, o Arquipélago indonésio, as Maldivas e as Bahamas.

## Etimologia
A palavra vem da designação em italiano para Mar Egeu ("Arcipelago"), que significa "mar chefe", e que por sua vez deriva do grego arkhi (chefe) e pelagos (mar). Mais tarde essa designação foi alterada para se referir às Ilhas Egeias. Hoje em dia usa-se o termo para se referir a qualquer grupo de ilhas relativamente próximas umas das outras ou que de qualquer modo se considerem unidas.

## Tipos geográficos
Os arquipélagos podem ser encontrados isolados em grandes quantidades de água ou próximos a uma grande massa de terra. Por exemplo, a Escócia tem mais de 700 ilhas ao redor de seu continente, que formam um arquipélago.
Os arquipélagos geralmente são vulcânicos, formando-se ao longo de arcos de ilhas gerados por zonas de subducção ou pontos quentes, mas também podem ser o resultado de erosão, deposição e elevação da terra. Dependendo de sua origem geológica, as ilhas que formam arquipélagos podem ser chamadas de ilhas oceânicas, fragmentos continentais ou ilhas continentais.

### Ilhas oceânicas
As ilhas oceânicas são principalmente de origem vulcânica e estão amplamente separadas de qualquer continente adjacente. As Ilhas Havaianas e as Ilhas Galápagos, no Pacífico, e as Ilhas Mascarenhas, no sul do Oceano Índico, são exemplos.

### Fragmentos continentais
Os fragmentos continentais correspondem a massas de terra que se separaram de uma massa continental devido ao deslocamento tectônico. As Ilhas Farallon, na costa da Califórnia, são um exemplo.

### Arquipélagos artificiais
Arquipélagos artificiais foram criados em vários países para diferentes finalidades. As Palm Islands e The World Islands, ao largo de Dubai, foram ou estão sendo criadas para fins de lazer e turismo. A Marker Wadden, na Holanda, está sendo construída como uma área de conservação para pássaros e outros animais selvagens.

## Superlativos
O maior arquipélago do mundo em número de ilhas é o Mar do Arquipélago, que faz parte da Finlândia. Há aproximadamente 40 000 ilhas, a maioria desabitada. 
O maior estado arquipelágico do mundo em área e em população é a Indonésia.